# Windjammers 2
Windjammers 2 est un jeu vidéo de sport développé et édité par Dotemu, sorti dans le monde entier le 20 janvier 2022 sur Microsoft Windows, PlayStation 4, Xbox One et Nintendo Switch. Un portage sur Google Stadia était également annoncé.
Il s'agit de la suite de Windjammers sorti en 1994.

## Système de jeu
Windjammers est un jeu de sport joué dans une perspective descendante. Semblable au hockey sur glace, les joueurs marquent des points en lançant un frisbee dans la zone de but de l'adversaire. Dans le jeu, les joueurs peuvent sélectionner différents niveaux et personnages. Tous les personnages du jeu d'origine marquent leurs retours. Chaque personnage a ses propres attributs : par exemple, certains personnages ont un lancer plus puissant que d'autres au détriment de leur vitesse de déplacement.
Le système de jeu est fidèle au jeu d'origine et ajoute plusieurs mouvements tels que le saut, l'amorti et le slap. Une fois remplie, une jauge de puissance - qui augmente avec chaque échange - permet d'activer soit un tir spécial amélioré, soit une onde défensive. Les modes solo et multijoueur local sont présents.

## Personnages
Les six protagonistes du premier Windjammers, sont de retour dans ce nouvel opus, accompagnés de plusieurs nouveaux personnages, chacun présentant des capacités différentes imposant au joueur d'adapter son style de jeu. Il est ainsi plus aisé de se replacer pour la réception avec un personnage rapide et peu puissant, mais opérer une bonne relance devient indubitablement plus complexe.
Les personnages jouables sont :
- Hiromi Mita (Japon) ;
- Steve Miller (Royaume-Uni), ou Beeho Yoo (Corée) ;
- Jordi Costa (Espagne) ;
- Loris Biaggi (Italie) ;
- Gary Scott (États-Unis) ;
- Klaus Wessel (Allemagne) ;
- Sophie De Lys (France) ;
- Max Hurricane (Canada) ;
- Jao Raposa (Brésil) ;
- Sammy Ho (Chine) ;
- Anna Szalinski (Pologne), ajouté lors de la mise à jour du 11 octobre 2023 ;
- Jamma GX03 (sans pays), ajouté lors de la mise à jour du 11 octobre 2023 ;
- Disc Man (sans pays), personnage caché.